# 腐蚀

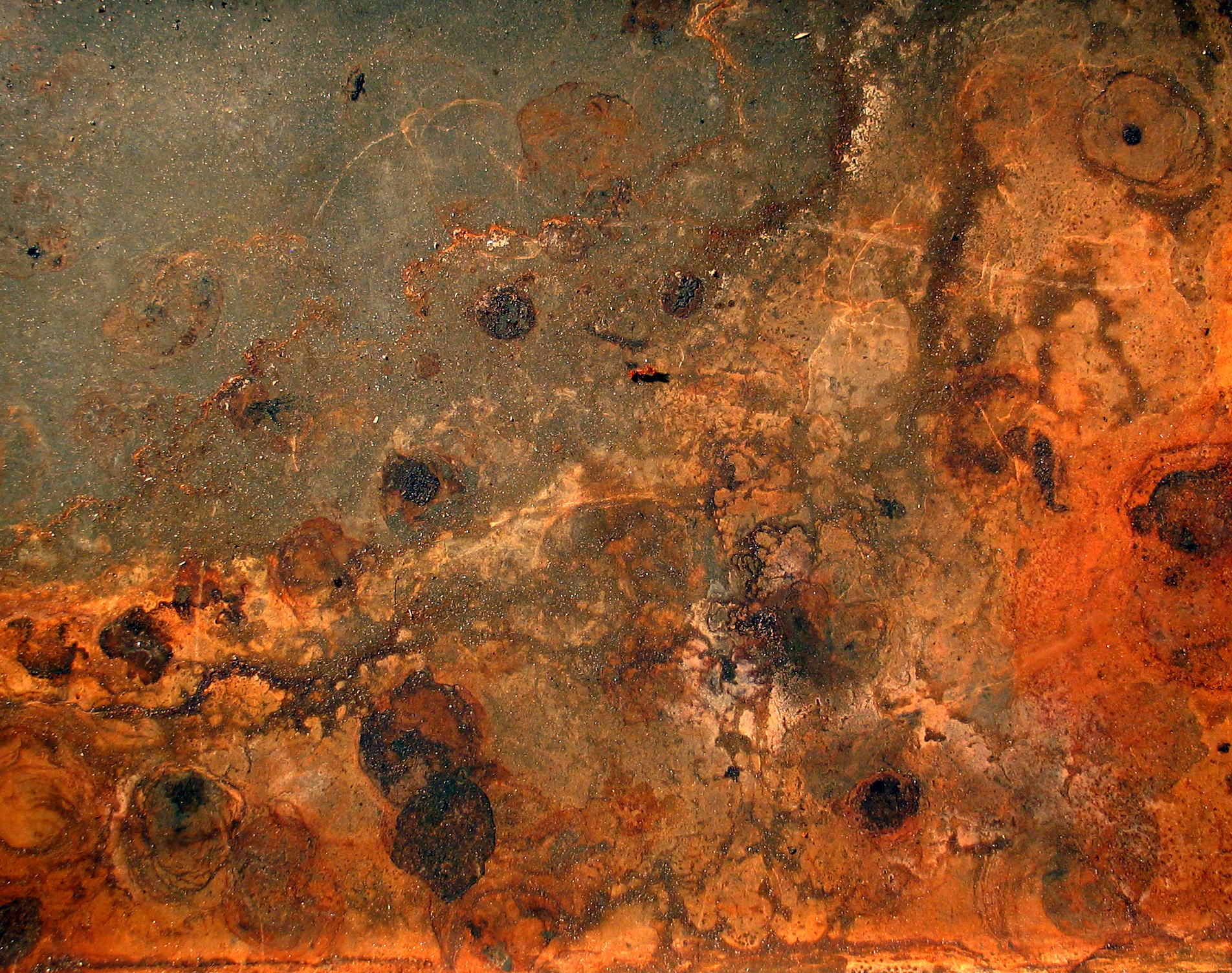
人们最熟悉的腐蚀的例子：铁锈。

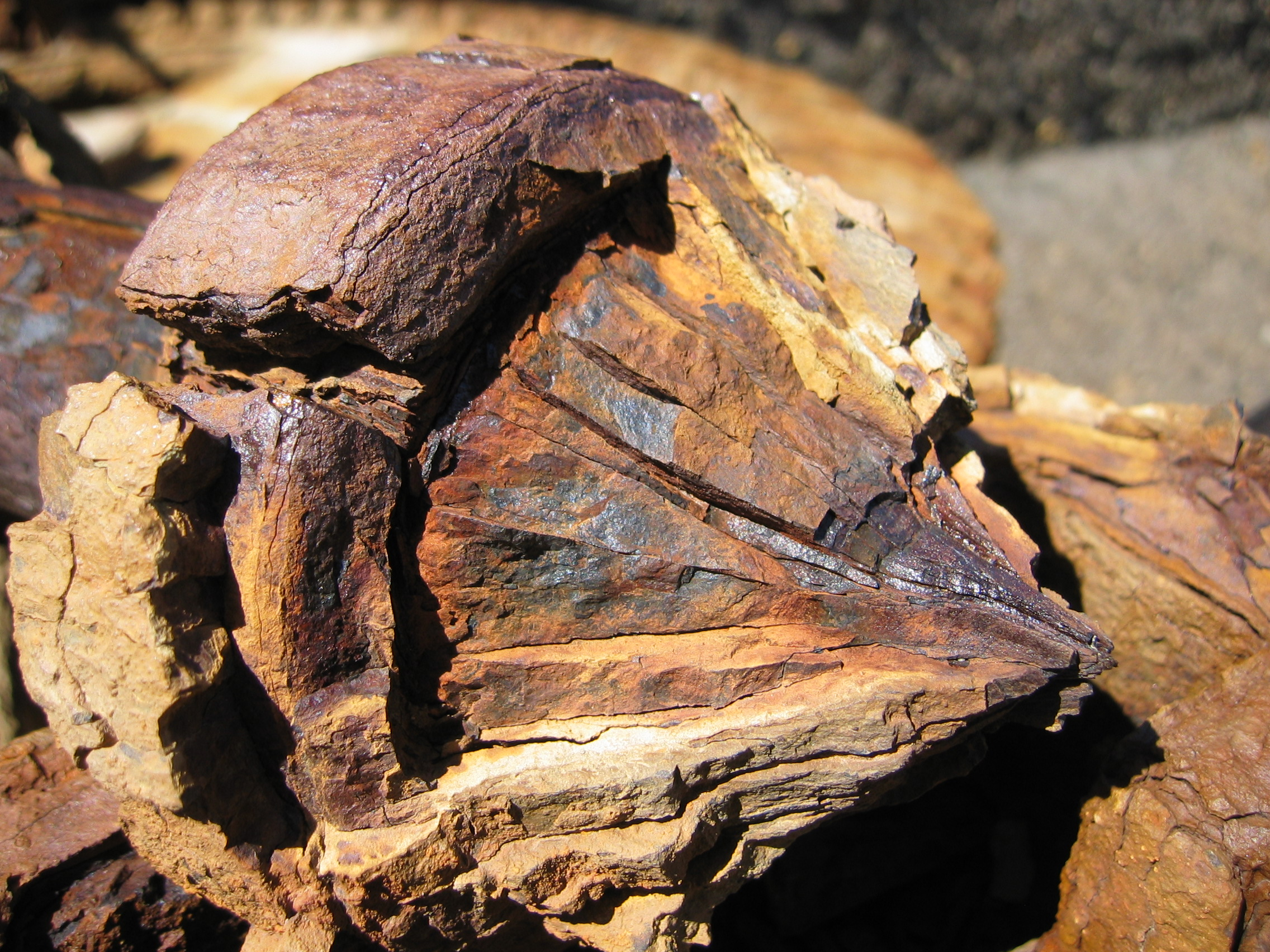
火山气体加快了这部废弃的采矿机器的腐蚀。

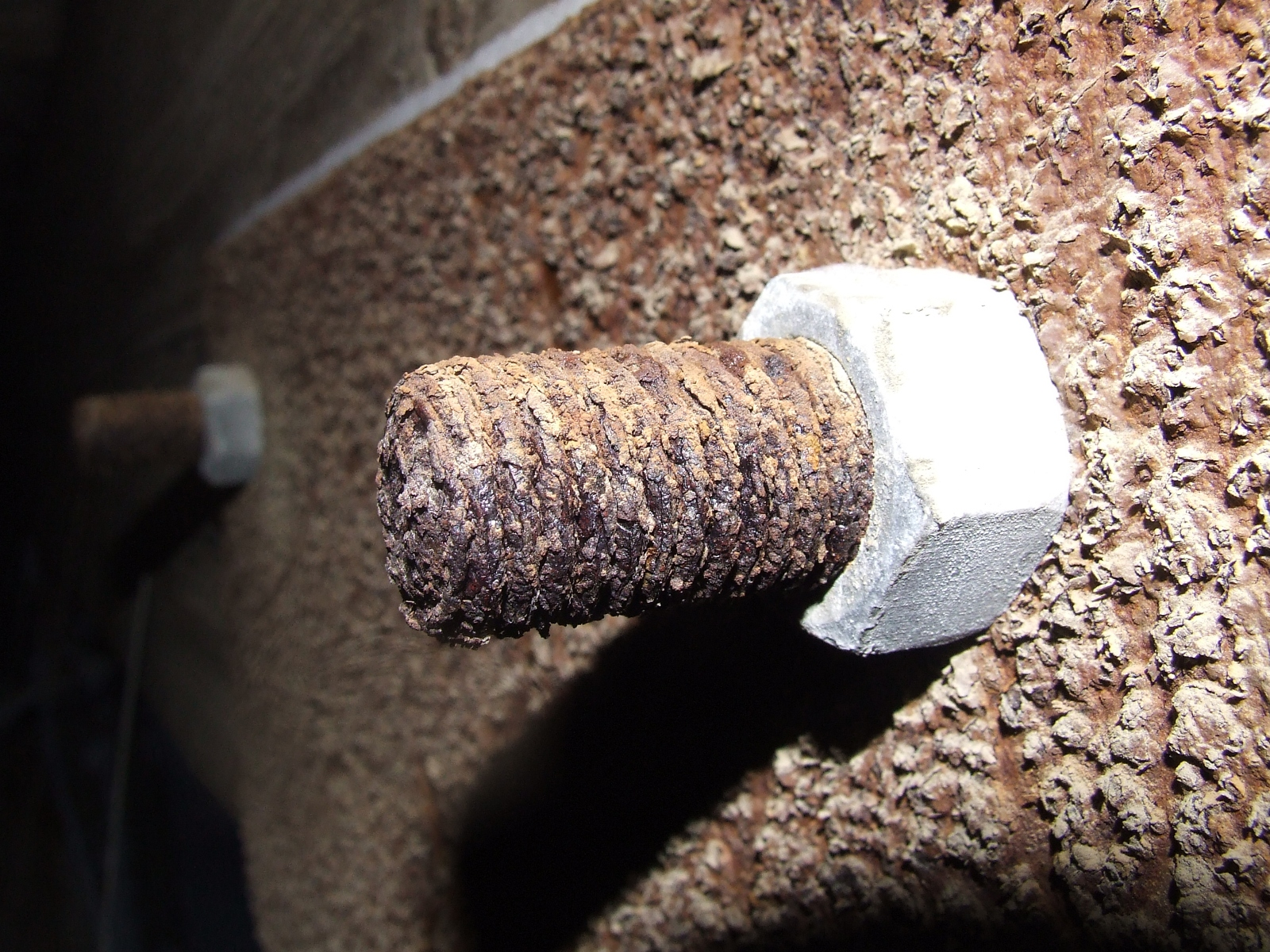
裸露材料的腐蚀。

腐蚀（Corrosion）是指因工程材料与其周围的物质发生化学反应而导致解体的现象。通常这个术语用来表示金属物质与氧化物如氧气等物质发生电化学的氧化反应。例如，使用金属铁制成的产品会由于铁原子在固体溶剂中发生氧化而导致生锈，这就是电化学腐蚀的一个众所周知的例子。这种反应通常会产生对应金属的氧化物，也可能产生盐。换句话说，腐蚀指的是金属物质因化学反应而导致的损耗。
很多合金结构都仅仅因为暴露在潮湿的空气中遭到腐蚀，但是，腐蚀过程会受到材料所接触的物质的强烈影响。腐蚀可能在某个局部集中出现，从而导致材料上出现孔洞甚至裂缝，也有可能在一个较大面积的表面上几乎平均的分布。由于腐蚀是一种扩散控制的过程，通常只有材料表面产生腐蚀。因此，可以通过一些对暴露的表面进行加工的办法，如钝化和铬酸盐转换等处理办法来增加材料的耐腐蚀性。然而，仍然有一些腐蚀的机制无法观察到，也难以预料。
腐蚀还可以发生在其他不是金属的物质上，例如陶瓷和聚合物。

## 电化学腐蚀
若使电化学腐蚀发生，必要的前提条件是需要构成电流回路，以及离子的通道。因此，当两种不同的金属连接在一起并浸泡在电解液中的时候，就会发生电化学腐蚀的现象。这种现象被称作原电池，两种金属中较活泼的一个作为阳极，被腐蚀的速度加快，而较不活泼的金属作为阴极，被腐蚀的速度减缓。两种金属可以通过导线连接在一起，也可以直接相互接触。如果仅仅将这两种金属浸泡在电解液中，但是并不将它们连接起来，这两种金属的腐蚀速度并不会加快。根据电化学腐蚀的原理，人们设计出了牺牲阳极的保护方法，阳极材料根据电化学活动顺序进行选择。例如，为了保护钢铁结构，锌通常用于作为被牺牲的阳极。这种办法通常用于保护海上航行的船只的螺旋桨或甲板。电化学腐蚀的原理在海洋产业中被广泛使用，同时也被用于其他的水能够接触的推进器和金属结构中。
有许多因素都会影响电化学腐蚀，例如，阳极的相对大小、金属种类、所处的环境条件（温度、湿度、盐度等等）。阳极和阴极的表面积之比直接影响了材料的腐蚀速度。

### 电化学活动顺序
在给定的海洋环境中，亦即溶解有气体、处于室温的海水中，根据金属表面离子结合的强度，一种金属可能比其相邻的金属更活泼或更不活泼。由于两种金属之间存在电气接触，电子在其中可以移动。越活泼的金属越倾向于失去电子，而电解液中也将会产生相应的离子流，使得惰性金属具有从活泼金属中得到电子的能力。据此可以通过测量产生的电流来建立给定的媒介中金属的活动顺序表，这个表就表示金属的电化学活动顺序，它在预测腐蚀与理解腐蚀中都有重要的作用。

## 抗腐蚀性
有些物质在本质上就比另一些物质更耐腐蚀，原因主要有两种。一个原因是物质本身的电化学性质，另一个是反应产物的类型。例如，电化学活动顺序表中惰性金属就比活泼金属更耐腐蚀。如果需要使用某些更易发生反应的材料，可以在该材料的制造过程与使用过程中采用多种防腐蚀技术以保护它。

### 化学本性

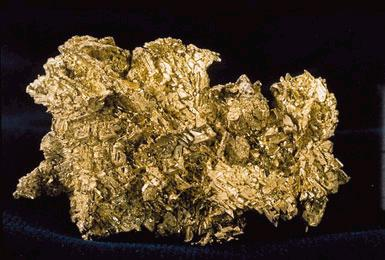
即使是在地质时间尺度中，金块一般也不会被腐蚀。

耐腐蚀材料是指那些在热动力学理论中不容易发生腐蚀的材料。例如，金和铂的腐蚀产物很容易再重新分解为纯金属，因此这些物质在地球中的存在形式都是单质金属的形式，即使放在地质时间尺度中也不容易受到腐蚀。这正是由于这些金属本质上的惰性。普通金属只能通过短期的手段来加以保护，而无法让它们长期不受腐蚀。
某些金属反应能力较弱，尽管他们在热动力学理论上会发生腐蚀。这些金属包括锌、镁、镉等等。当这些金属持续发生腐蚀的时候，腐蚀的速度通常比较慢。一个极端的例子是石墨，它在被氧化的时候会释放出大量的能量，但是它的反应能力非常弱，在正常情况下不会发生电化学腐蚀。

### 钝化
给定正确的条件，金属的腐蚀产物会在其表面出现形成一层薄膜，可能会阻止进一步的氧化过程。有时，在金属正常应用条件下，这层薄膜达到1微米后就不再增长，这种现象被称为钝化现象。常见的铁锈不可以认为是一种钝化现象，这是因为铁锈的厚度通常都比较厚，而且无法起到保护作用。从某种意义上说，这种效应是材料的属性，它是一种防腐蚀的间接地屏障。通常情况下，生成薄膜的反应速度非常快，而当达到足够厚且无法穿透的薄膜时，反应就停止了。在中性pH值的空气和水中，铝、不锈钢、钛以及硅都会产生钝化现象。
对于金属来说，产生钝化现象的条件是特定的。pH值的作用可以通过甫尔拜图表现出来，但是许多其他的因素仍然不可忽视。当材料处于某些特定环境时，周围环境会抑制钝化现象的出现，如处于高pH值环境的铝、处于低pH值环境或含氯离子环境的不锈钢，处于高温环境下的钛以及处于含氟离子环境的硅。另一方面，某些通常情况下不会产生钝化效应的材料在一些特定条件下也会产生钝化效应，例如碱性环境的混凝土会使其中的钢筋产生钝化效应。暴露在液态金属如汞或熔化的焊接剂中的材料经常会难以形成钝化层。

## 钝化材料的腐蚀
钝化是减轻腐蚀损伤的重要手段，但是需要注意的是不能完全依赖这种技术。即使是高质量的合金在其形成钝化保护膜的能力受到抑制的情况下也会受到腐蚀。由于这种情况下的腐蚀方式尚不完全为人所知，而腐蚀的结果也不如锈等腐蚀方式那样显而易见，人们经常因对其不熟悉而忽视它，导致问题。

### 孔蚀

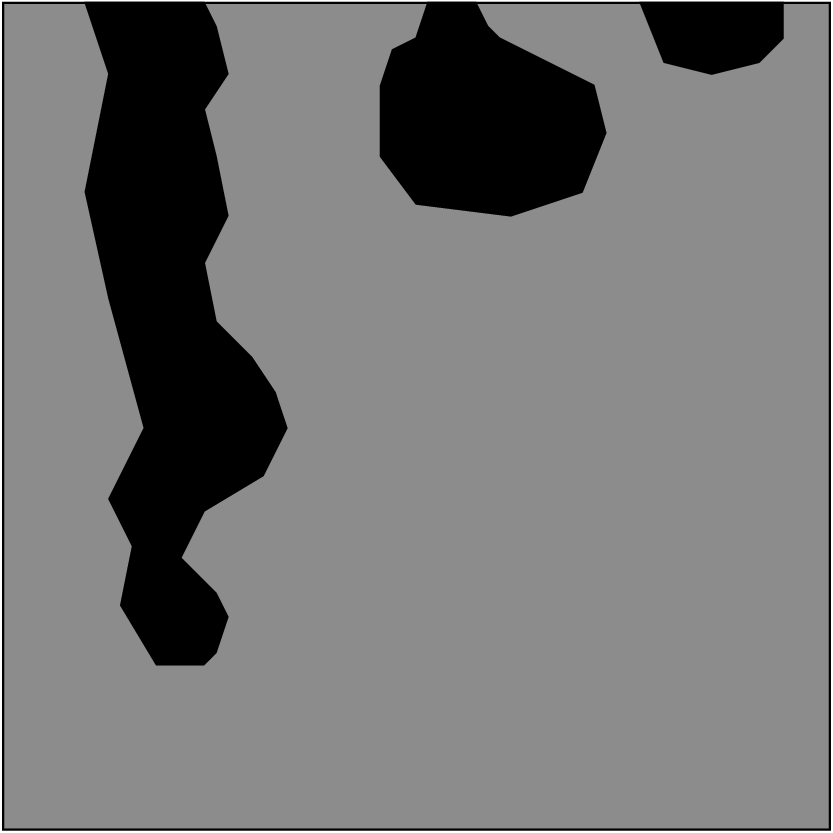
孔蚀的示意图。

在某些条件下，如氧气浓度较低或者能够形成阴离子的物质的浓度较高的情况下，合金形成钝化保护膜的能力可能会受到影响。在最坏的情况下，尽管几乎所有的表面仍然被保护膜覆盖，但是这层保护膜仍然会存在一些有问题的点。在这些点，腐蚀的作用会被严重的放大，从而依据所处环境的不同而形成数种类型的腐蚀孔洞。由于腐蚀孔洞在特别极端的条件会成为腐蚀的中心核，即使环境转为正常情况了，腐蚀空洞仍然会发生扩张，这是由于孔洞的内部处于无氧环境，局部的pH值也非常低，因此腐蚀的速度因自催化过程而加快了。在极端条件下，特别长而狭窄的腐蚀空洞的尖端会引起应力集中的效果，从而使坚固的合金变得易碎。如果薄膜上出现了一个肉眼看不见的小洞，小洞下可能隐藏了拇指大小的腐蚀孔洞。由于这些问题在结构出现问题之前难以探测到，他们非常的危险。在能够形成钝化保护膜的合金中，腐蚀孔洞是最常见、也是最有危害的一种腐蚀形式。人们需要控制材料所处的环境以避免发生这种情况。

### 焊接与割缝的腐蚀
对于不锈钢存在这一种特殊的腐蚀方式，这是由于不锈钢的钝化保护模的形成依赖于其中的一种合金元素铬，含量通常是18%。由于在进行焊接或者其它热加工的时候需要使温度升高，不锈钢材料中的碳和铬会发生反应，在晶粒边界处形成碳化铬。这种化学反应使得材料中晶粒边界处的铬的含量减少，从而这些区域抗腐蚀的能力下降，同时这些区域还会与附近受到保护的合金形成原电池，从而高腐蚀性的环境中会产生焊缝腐蚀（焊接处晶粒边界的腐蚀）。特殊的低碳不锈钢或添加了碳结合物如钛和铌的合金可以阻止这种焊缝腐蚀的产生，但是后者需要在焊接以后使用特殊的热加工，以避免出现刀切状腐蚀的现象。这种现象仅仅出现在焊缝附近很小的一个区域中，通常只有几微米宽，但是反应速度很快，更加难以发现。

### 缝隙腐蚀
环境中的腐蚀性液体通常可以进入材料的狭缝中，而又无法自由流动，这样会造成狭缝内外存在着氧气浓度差，而材料在狭缝处的腐蚀速度将会大大加快，这种现象就称为缝隙腐蚀。例如零件之间连接的空隙处、垫圈和密封圈的下部、裂缝的内部以及填满污泥和沉淀的空间，都是容易发生缝隙腐蚀的地方。

## 高温腐蚀
高温腐蚀是指材料在非常高的温度条件下因化学变化而产生的恶化。这种腐蚀不是通过原电池的形式进行，它可以在金属处于含有氧气、硫或其他氧化性成分的高温氛围中产生。例如，用于宇航、产生动力的材料，甚至是汽车发动机裡的材料都必须能够在高温环境中暴露在可能含有大量能够腐蚀材料的物质中，因此这些材料必须拥有抗高温腐蚀的能力。
高温腐蚀的产物也可能具有某些优势。例如，不锈钢表面形成的氧化物可以形成一层保护膜，以防止腐蚀的进一步侵袭，可以让材料在室温和高温条件下坚持更长的时间。这种高温腐蚀的产物所形成的致密氧化层釉可以削弱甚至阻止金属表面在高温下的损耗。

## 微生物腐蚀
微生物腐蚀也叫做细菌腐蚀，是指由微生物（通常是化能生物）导致的腐蚀。这种腐蚀既可以发生在金属上，也可以发生在非金属材料上，不论是否有氧气。硫酸盐还原菌通常在无氧环境中出现，他们产生硫化氢，会引起硫化物应力破裂现象。在氧气环境中，某些细菌会直接将铁氧化成铁的氧化物和氢氧化物，而其他的一些细菌会氧化硫从而产生硫酸，导致生源硫化物腐蚀。在腐蚀产物中，通常还会形成浓度差电池，会引起甚至加速电化学腐蚀的过程。

## 防腐蚀方法

### 表面处理

#### 涂层保护
电镀、涂料以及珐琅都是常用的抗腐蚀处理方法。由于结构材料通常需要选择价格便宜、坚固且易于处理的材料，他们很容易受到周围环境的腐蚀。通过在结构材料表面施加抗腐蚀材料涂层，可以阻隔材料与危险环境的接触，从而为结构材料提供了抗腐蚀的能力。除了美观因素与加工因素以外，还需要对材料的机械灵活性和耐磨性、耐高温性之间做出折衷。通常只能对较小的元件进行电镀，而且如果镀层比基板更不活泼（例如，在钢铁上镀锡），镀层和基板之间形成的原电池会加速裸露处的腐蚀速度。因此，经常需要向金属上电镀一些活泼的金属，如锌、镉等等。使用滚筒和板刷涂抹涂料非常适用于空间狭小的地方，而如果需要涂层的面积比较大，例如夹板等等，通常采用喷雾的方式来制造涂层。柔性聚氨酯涂料的涂层薄膜非常持久防滑，可以提供性能良好的抗腐蚀性能。尽管环境的温度和湿度会对涂料的干燥时间造成影响，通常情况下，涂层相对来说更容易制造，而且干燥时间也相对较短。

#### 防腐涂层
如果材料所处的环境可以被控制，通常可以使用腐蚀抑制剂来防止腐蚀。它会在裸露的金属表面形成电气绝缘层，而且可以防止材料与外界环境发生化学反应，从而抑制了导致腐蚀的电化学反应。由于一旦金属因划痕、涂层质量因素等等暴露出来，都可以重新添加抑制剂涂层，这种方法对耐划和涂层质量的要求都不很高。可以抑制腐蚀反应的化学物质包括硬水中的一些盐类、铬酸盐、磷酸盐、聚苯胺、导电聚合物以及很多特殊设计的具有表面活性的化学材料。

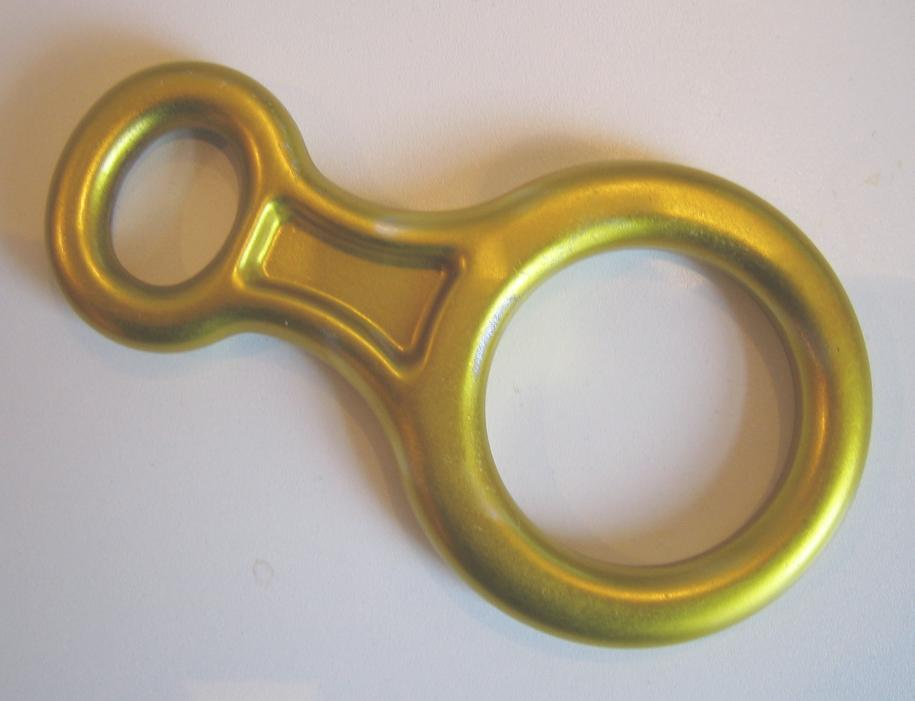
这张图中所示的下降器通过阳极化处理镀上了黄颜色。攀登装备中很多都具有阳极化的颜色。

#### 阳极氧化
铝合金通常需要进行表面处理。电镀时可以通过精确调节电化学条件使得金属表面的氧化膜均匀的出现几纳米宽的小孔。在处理结束后，这些孔需要密封，以产生比通常条件下更硬的表层。通过这些孔生成的氧化膜能够比通常的钝化反应条件所生成的氧化膜更厚。如果表层出现划痕，暴露出来的铝合金会发生普通的钝化反应而使得损伤区域得到保护。
阳极氧化处理非常耐腐蚀以及天气变化，因此通常用这种技术来对经常接触到外界环境的表面区域进行处理，如门面等等。尽管经过阳极氧化处理的物品非常耐腐蚀，它们仍然需要经常清理，否则会出现面板边缘染色的情况。

### 透水模板
透水模板是一种在混凝土浇筑过程中，通过提高覆盖层的持久性来加强抗腐蚀能力的办法。这种方法可以用于容易碳化、含有大量的氯、经常出现霜以及容易被磨损的环境中。

### 阴极保护
阴极保护是一种通过使暴露的金属表面成为原电池的阴极而达到抗腐蚀目的的技术。阴极保护的系统通常用于保护钢铁、燃料管道和燃料箱、钢桩码头、船以及海上石油平台。

#### 牺牲阳极保护

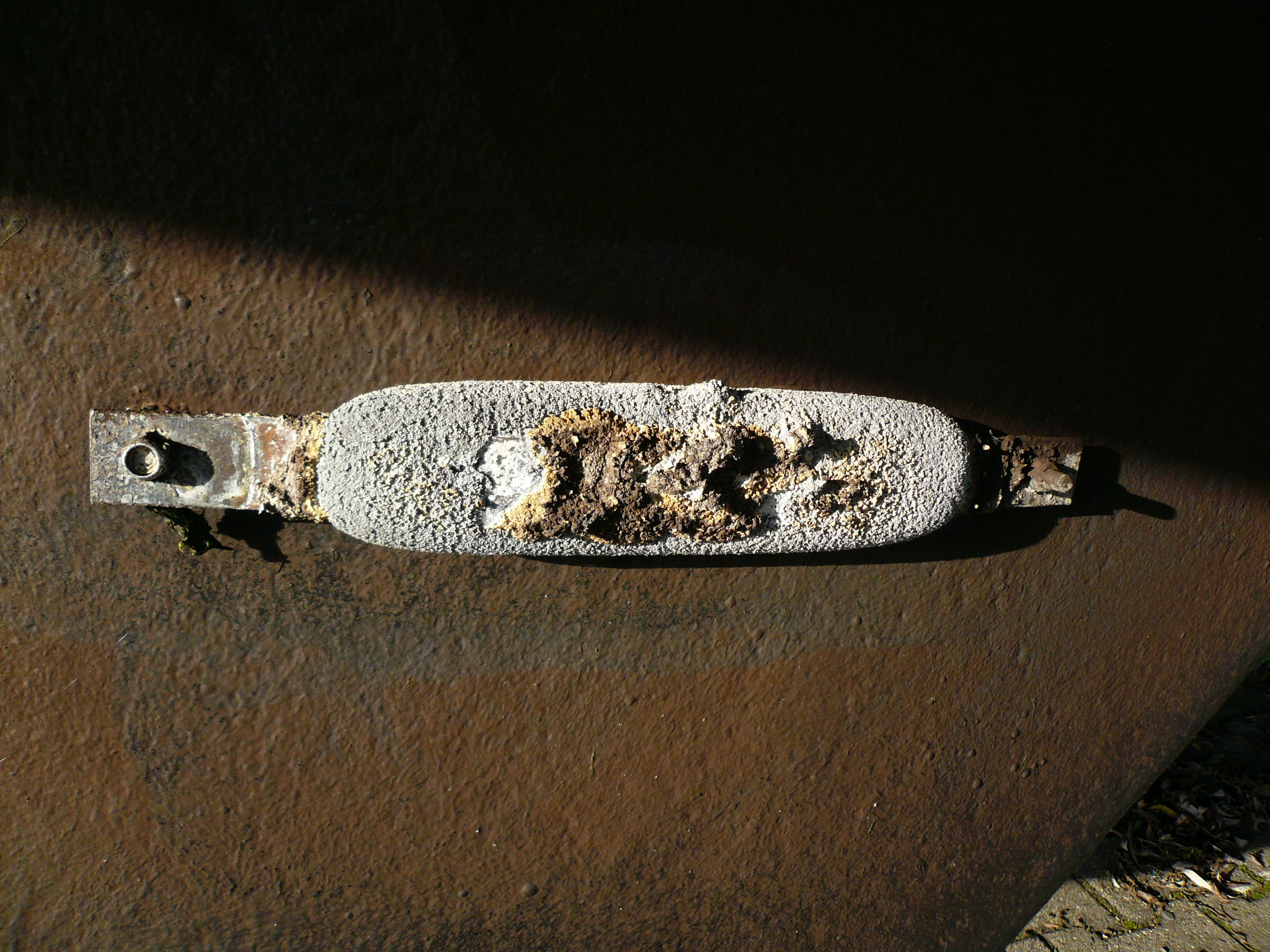
船壳上使用牺牲阳极保护法的阳极。

牺牲阳极的阴极保护法，又称牺牲阳极保护法，是一种防止金属腐蚀的方法，即将还原性较强的金属作为保护极，与被保护金属相连构成原电池，还原性较强的金属将作为负极发生氧化反应而消耗，被保护的金属作为正极就可以避免腐蚀。

#### 外加电流阴极保护
对于大型的结构，原电池的阳极无法以低廉的成本提供足够的电流以给机构体提供足够的保护。外加电流阴极保护系统将阳极直接与直流电源相连，以提供足够的保护电流。这个系统的阳极是管状的柱形结构，可以使用很多专门的材料制成，例如高硅铸铁、石墨、混合金属氧化物甚至镀有钛或铌的铂电极。

### 阳极保护
具有钝性倾向的金属在进行阳极极化时，如果电流达到足够的数值，在金属表面上能够生成一层具有很高耐蚀性能的钝化膜而使电流减少，金属表面呈钝态。继续施较小的电流就可以维持这种钝化状态，钝态金属表面溶解量很小从而防止了金属的腐蚀，这就是阳极保护的基本原理。 
阳极保护方法通过抑制需要保护的阳极金属结构的电流以达到防腐蚀的目的。这种方法对于保护像不锈钢这样的活泼金属非常适用。它通常应用于恶劣的环境中，例如保护处于硫酸中的金属。

## 腐蚀的应用
腐蚀并不是一无是处的，它有以下应用：
①活性铁粉测定氧气的含量
②还原性铁粉作为食品包装袋中的干燥除氧剂
③作为暖宝宝、自热食品中的发热剂原料之一

## 經濟影響

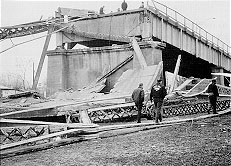
倒塌的銀橋，从俄亥俄州方向拍攝。

美國聯邦公路管理局於2002年發表了一份研究報告，題為美國的腐蝕損失與預防策略。這份報告研究了美國幾乎所有工業方向的因金屬腐蝕所造成的直接經濟損失。研究表明，在1998年，美國全年的因腐蝕所導致的經濟損失大約是2,760億美元，約占美國國内生產總值的3.2%。
鏽蝕是造成橋梁事故的最常見的原因。由於鐵鏽的體積比鐵原來的體積大得多，生鏽會導致相鄰部件分離，從而造成事故。1983年，美國米努斯河大橋倒塌，鏽蝕就是罪魁禍首。當時，橋梁上的軸承內部發生鏽蝕，鐵鏽的膨脹將其支撐的路板一角推開，導致大橋倒塌。由於路板掉入了下面的河中，當時橋上的三名司機遇難。隨後的美國國家運輸安全委員會的調查表明，路面上的一個排水溝阻止了路面重鋪，而排水溝也沒有堵上，使得水侵入了支撐軸承。而且維護工程師很難通過檢查通道看到內部軸承的腐蝕情況。鏽蝕也是1967年西維吉尼亞州银桥倒塌事故的重要因素。這座鋼鐵吊橋在1分鐘之內就倒塌了，橋上的46名司機和乘客遇難。
類似的腐蝕也會發生在鋼筋混凝土中，混凝土中的鋼鐵鏽蝕會導致混凝土層裂，從而造成若干結構問題。這是最重要的幾種鋼筋混凝土橋梁事故原因之一。基於半電池法的測量設備可以用來檢測可能發生腐蝕的地方，以避免整個混凝土結構發生不可挽回的事故。

## 非金属的腐蚀
大多数陶瓷材料几乎完全不会被腐蚀。这些材料中的离子键或共价键都很强，将各种原子牢牢的束缚在一起。使得结构体的自由化学能非常小。当发生腐蚀的时候，通常仅仅是简单的材料溶解或者化学反应，而不是金属中常见的电化学反应过程。陶瓷腐蚀保护的一个常见的例子是向钠钙玻璃中添加石灰，以降低其在水中的溶解度。尽管玻璃不像纯硅酸钠那样容易溶解，普通玻璃在处于潮湿的环境中的时候仍然会产生亚显微结构的瑕疵。由于玻璃的脆性，这种瑕疵会导致玻璃物体在处于室温时的最初几个小时强度的急剧下降。
聚合物降解是一系列复杂的物理化学过程造成的，这些过程还经常不为人所理解。这些过程和前面所讨论的那些过程有很大的区别，因此用腐蚀这个词描述并不十分精确。由于聚合物的分子量通常比较大，将聚合物与其它的物质混合几乎无法得到任何熵，这样一般情况下聚合物难于溶解。尽管对于某些聚合物来说确实存在着溶解的问题，这是一个相对来说容易处理的问题。更通常相关问题是膨胀，也就是当小分子渗透入大分子结构中的时候，这会降低材料的强度和刚度，导致体积的变化。相反，很多聚合物（主要是聚氯乙烯一类的聚合物）中特意添加了增塑剂，使它们的分子预先膨胀了，而这些增塑剂可能会离开大分子结构，引起材料变脆等性能的变化。然而，最常发生的质量下降的原因是聚合物的聚合链长度的降低。生物学家可能最熟悉聚合物链长度降低的机制了，这是因为脱氧核糖核酸就经常发生链长度减小的情况，电离辐射（如紫外光）、自由基、以及氧气、臭氧以及氯气等等氧化剂都可以造成聚合链被打断的现象。适当的添加剂可以有效地延缓这一过程，例如，可以通过添加能够吸收紫外光的色素如二氧化钛或煤煙等。塑料购物袋通常不包含添加剂，因此他们比通常的废弃物更易分解。

### 玻璃的腐蚀

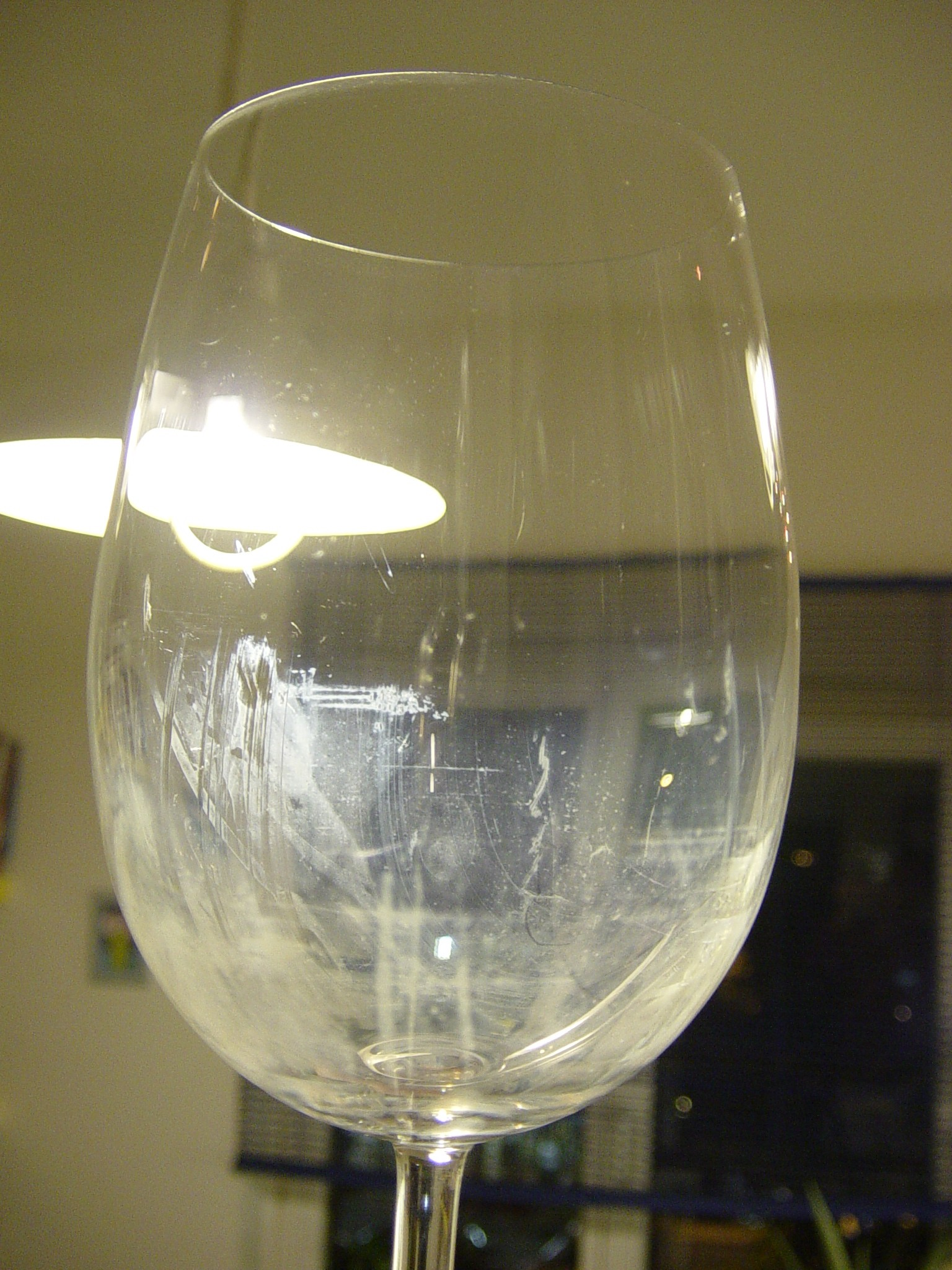
发生腐蚀的玻璃

玻璃病是指硅酸盐玻璃在水中溶解。主要有两种机制能够造成这个现象：扩散引起的离子交换和玻璃网格水解。这两种腐蚀机制与玻璃所接触溶液的pH值有密切的关系：离子交换随pH值的升高而下降，关系为10-0.5pH ，而水解速度则随pH值的升高而上升100.5pH。

#### 玻璃腐蚀实验
对于玻璃在中性的、碱性的和酸性环境中的腐蚀情况（亦称化学稳定性），有许多标准化的流程可以对其加以测量。测量的仿真实验环境包括玻璃所处的液体、高温、以及压力。
在标准测试流程 ISO 719中，一个中性环境中基本的水溶性化合物提取试验描述如下：玻璃2克，颗粒大小300-500微米，在温度为98 °C的50毫升二级去离子水中浸泡60分钟。取出25毫升得到的溶液，使用0.01摩尔／升的盐酸进行滴定，使溶液达到中性所使用的盐酸体积记录下来，并根据下面的表格进行分类：
| 使溶液达中性所需0.01摩尔／升的盐酸体积（毫升） | 溶于水中等效钠氧化物含量Na2O（微克） | 玻璃水解类别 |
| ---------------------------------------------- | ------------------------------------ | ------------ |
| < 0.1                                          | < 31                                 | 1            |
| 0.1 至 0.2                                     | 31 至 62                             | 2            |
| 0.2 至 0.85                                    | 62 至 264                            | 3            |
| 0.85 至 2.0                                    | 264 至 620                           | 4            |
| 2.0 至 3.5                                     | 620 至 1085                          | 5            |
| > 3.5                                          | > 1085                               | >5           |

## 被误认为腐蚀的情况
汞能够与其他金属形成汞齐，镓也能与铝等金属形成合金，进而使金属变脆弱，这些金属被“腐蚀”的情况不属于腐蚀。
不同的塑料紧密地放在一起也可能发生腐蚀的现象，塑料尺子可以观察到这种现象。